# Jakub Janiszewski (zm. 1793)
Jakub Janiszewski (Janiszowski) herbu Junosza (zm. 1793) – pisarz ziemski lubelski w latach 1781–1793, wojski mniejszy urzędowski w latach 1780–1781, skarbnik urzędowski w latach 1779–1780, komornik lubelski.
Był konsyliarzem konfederacji targowickiej województwa lubelskiego.